# Disruptor
Disruptor — видеоигра в жанре шутера от первого лица для игровой консоли PlayStation. Является первой игрой, разработанной компанией Insomniac Games, впоследствии создавшей популярные серии игр Spyro the Dragon, Ratchet & Clank и Resistance.

## Игровой процесс
Игровой процесс Disruptor аналогичен большинству игр жанра, однако игрок может использовать не только обычное оружие, но и специальные психические силы («Psionics»). Они позволяют пополнять уровень здоровья, блокировать атаки и атаковать противников.
Игра состоит из 13 уровней, имеющих разное оформление. Их действие происходит на поверхности разных планет и в помещениях.

## Отзывы
| Иноязычные издания | Иноязычные издания |
| Издание            | Оценка             |
| ------------------ | ------------------ |
| EGM                | 7,5/10             |
| GameSpot           | 7/10               |
| IGN                | 8/10               |
| Next Generation    | [ 6 ]              |

Игра получила хорошие отзывы на момент её выхода и получила среднюю оценку 82 %. Сайт IGN отметил, что игра была лучше средних клонов игры Doom, выходивших на PlayStation. Виктор Лукас (Victor Lucas) в телевизионной программе The Electric Playground сказал, что игра значительно выиграла от связей её издателя с Голливудом, отметил высокий уровень исполнения и дал оценку 8.5 из 10.